# Journal des sçavans
Журнал де саван (на френски: Journal des sçavans, също Journal des savans и Journal des savants, в превод „Списание на учените“) е най-ранното научно списание в Европа, основано от Дени дьо Сало през 1665 г. Съдържанието му включва некролози на известни хора, църковна история и правни доклади. Първият брой е издаден като ин-кварто памфлет на 5 януари 1665 г. Това е малко преди да се появи първото издание на списанието Philosophical Transactions of the Royal Society на Британското кралско научно дружество, на 6 март 1665 г. Френският физик и енциклопедист от 18 век Луи-Ан Ла Вирот (1725 – 1759) е запознат със списанието чрез защитата на канцлер Анри Франсоа д'Агесо.
Списанието преустановява издаването си през 1792 г., по време на Френската революция, и макар за кратко да се появява отново през 1797 г. под промененото заглавие Journal des savants, то възобновява редовната си дейност през 1816 г. Оттогава Journal des savants се публикува под патронажа на Френския институт. От 1908 г. до наши дни се публикува под егидата на Академията за надписи и художествена проза. То все още е едно от водещите академични списания в областта на хуманитарните науки.